# Slemeno (železniční zastávka)
Slemeno je železniční zastávka, která se nachází jihovýchodně od obce Synkov-Slemeno na katastrálním území Tutleky. Zastávka leží v km 5,667 jednokolejné železniční trati Častolovice–Solnice mezi stanicemi Častolovice a Rychnov nad Kněžnou.

## Historie
Trať z Častolovic do Solnice, na které se zastávka nachází, byla zprovozněna už 26. října 1893. Ale zastávka Slemeno vznikla až v roce 1936. Na základě plánu z roku 2017 se v souvislosti s rozšířením průmyslové zóny Solnice-Kvasiny uvažuje o vybudování výhybny mezi Slemenem a sousední zastávkou Synkov.

## Popis zastávky
Zastávka leží na jednokolejné trati a má jednostranné nástupiště o délce 90 m s nástupní hranou ve výšce 300 mm nad temenem kolejnice. Zastávka je vybavena automaticky ovládaným osvětlením. V těsném sousedství zastávky v km 5,694 se nachází přejezd účelové komunikace P4104, který je vybaven světelným přejezdovým zabezpečovacím zařízením.